# Darbhanga
Darbhanga (hindsky दरभंगा) je město v Biháru, jednom z indických svazových států. K roku 2011 měl bezmála tři sta tisíc obyvatel. Je správním centrem stejnojmenného regionu a bývala hlavním  městem království zvaného Mithila, které zasahovalo i do přilehlého pohraničí Nepálu (Džanakpur). 
Ačkoli oficiálním jazykem státu Bihár je hindština, místním jazykem mithilského regionu včetně Darbhangy je maithilí (mithilština).

## Poloha
Darbhanga leží v Indoganžské nížině přibližně sedmdesát kilometrů severně od toku Gangy a přibližně padesát kilometrů od indicko-nepálské hranice. Od Patny, bihárského hlavního města, je vzdálena přibližně sto kilometrů severovýchodně.